# ハイセム・ハッサン
ハイセム・ハッサン（Haissem Hassen、2002年2月8日 - ）は、フランス・パリ出身のサッカー選手。レアル・オビエド所属。ポジションはFW。

## クラブ経歴
2018年6月1日、16歳にしてLBシャトールーとプロ契約を結び、同年10月19日、リーグ・ドゥのパリFC戦にてプロデビューを果たした。
2020年10月2日、4年契約でビジャレアルCFに移籍し、Bチームへ登録された。翌年8月9日、2021-22シーズンはCDミランデスにレンタルされることが発表された。2023年8月1日、スポルティング・デ・ヒホンにレンタル移籍した。